# Zazie Varnel
 (juillet 2025).
Motif : Insuffisamment de sources secondaires démontrant le notoriété requise pour un article Cf WP:CAA et WP:NPER
- Archive Wikiwix
- Bing
- Cairn
- DuckDuckGo
- E. Universalis
- Gallica
- Google
- G. Books
- G. News
- G. Scholar
- Persée
- Qwant
- (zh) Baidu
- (ru) Yandex
- (wd) trouver des œuvres sur Wikidata

| 1. | Préciser le motif de la pose du bandeau. | Précisez le motif de la pose du bandeau en utilisant la syntaxe suivante : {{admissibilité à vérifier\|date=juillet 2025\|motif=remplacez ce texte par le motif}}                 |
| 2. | Informer les utilisateurs concernés.     | Pensez à avertir le créateur de l'article, par exemple, en insérant le code ci-dessous sur sa page de discussion : {{subst:avertissement admissibilité à vérifier\|Zazie Varnel}} |

Pour les articles homonymes, voir Varnel et Zazie (homonymie).
Zazie Varnel, de son vrai nom Jacqueline Poussereau, est une chanteuse née en 1946 à Nevers.

## Biographie
Fille d'instituteur, elle sera la protégée de Henri Varna.
Elle se fera connaitre dans les années 1960 avec les albums
- Dinah, Disques Déesse / Festival
- Il peut neiger sur notre amour, Disques Déesse / Festival